# Obelisco Negro
Obelisco Negro de Salmanaser III é um artefato assírio que o arqueólogo Henry Layard encontrou, na antiga cidade de Nínive, o assim chamado um dos mais antigos artefatos arqueológicos a se referir a um personagem bíblico: Jeú (r. 842–814 a.C.) de Israel. Data de 841 a.C. e se encontra atualmente no Museu Britânico de Londres.

## Sobre o obelisco

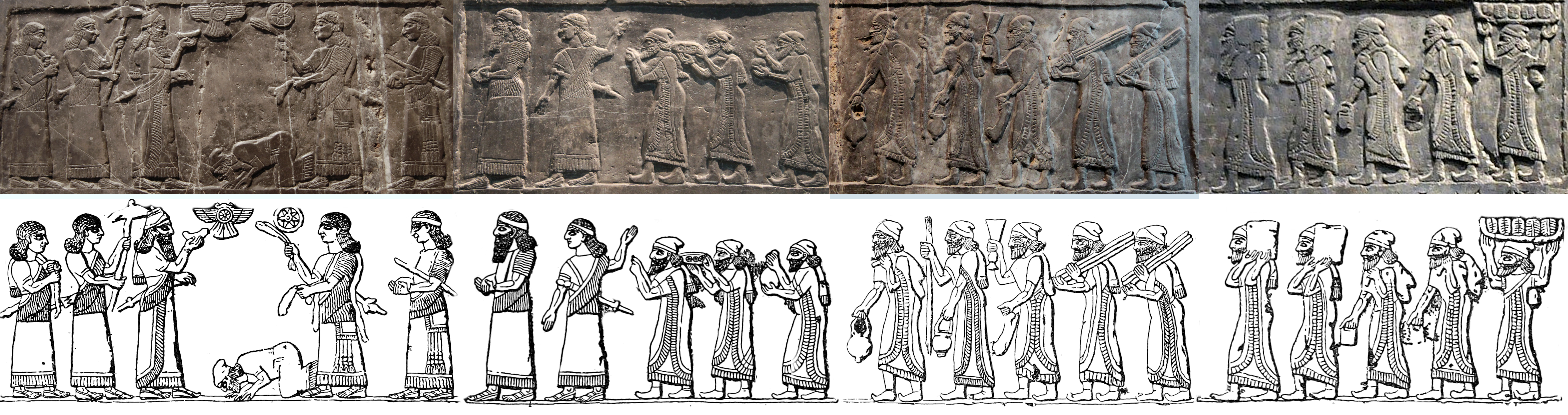
Delegação judaica a Salmanaser III no Obelisco Negro criada em

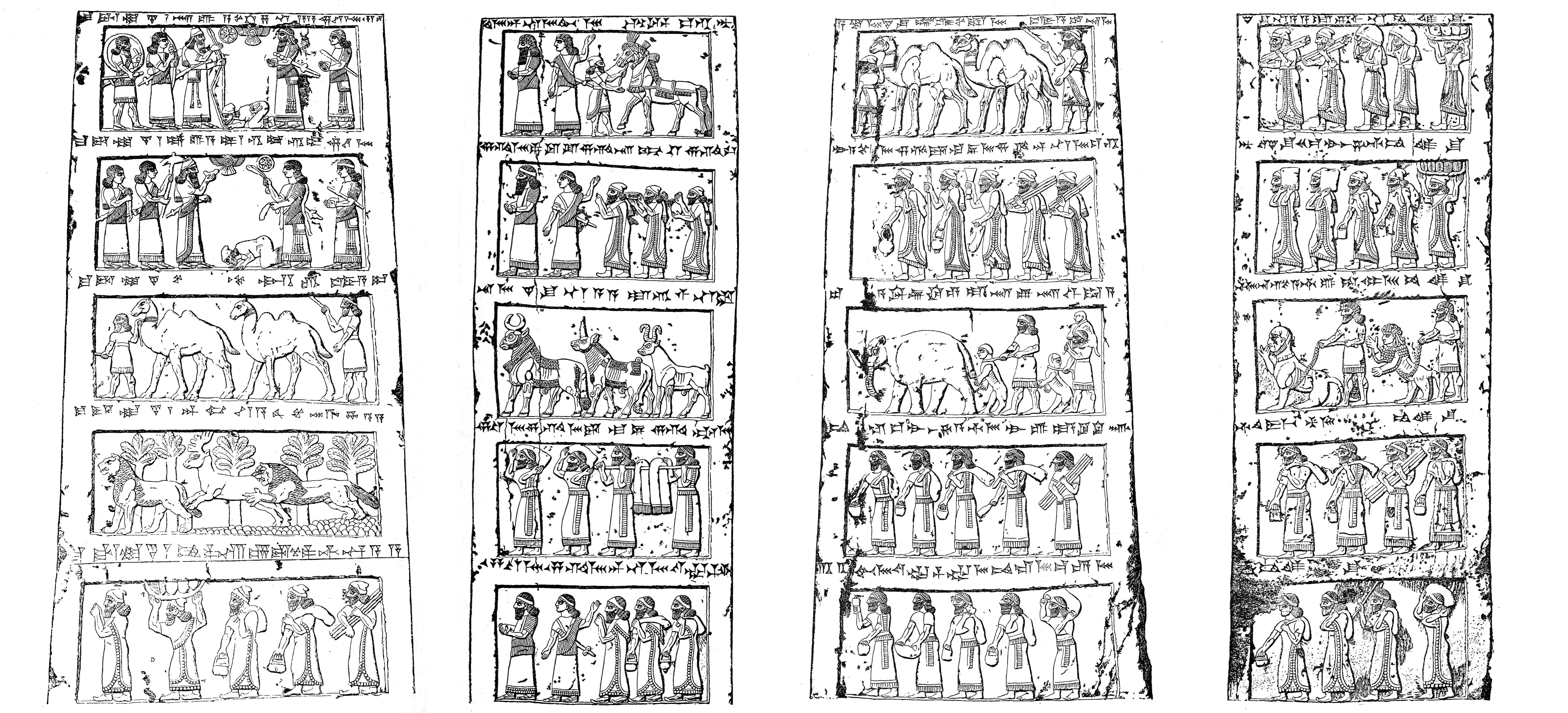
Obelisco Negro desenhado em quatro faces.

No obelisco negro mostra Jeú ajoelhado perante a Salmanaser III (r. 858–824 a.C.) da Assíria, tendo atrás de si os serviçais com as dádivas e por cima, em cuneiforme, que dizia: 
"mJa-ú-a mar mHu-um-ri-i" ("Jeú, filho de Onri").
Pelo que se parece, os assírios não sabiam e não consideraram importante a mudança de trono ocorrida em Israel. Então, eles o chamava de "filho de Onri" como se nada houvesse acontecido.
Além disso, o rei israelita ofereceu ao rei assírio prata, ouro, caneca de ouro, taças de ouro, vasilhas de ouro, chumbo, proteção para a mão do rei e dardos. O motivo foi quando Salmanaser decidiu fazer uma visita ao ocidente, permitindo que Hazael (r. 843/842–796 a.C.) de Arã-Damasco saísse um pouco do controle, mas logo foi subjugado. Então, os reis de Israel, Tiro e Sidom acharam por bem pagar o tributo ao rei da Assíria.